# Marchesi (cognome)
Marchesi è un cognome di lingua italiana.

## Varianti
Marchese, Marcheselli, Marchesello, Marchesetti, Marchesich, Marchesin, Marchesini, Marchesino, Marchesoni, Marchesotti, Marchisi, Marchisio, Marchisotti.

## Origine e diffusione
Cognome tipicamente settentrionale, è presente prevalentemente in Lombardia ed Emilia.
Potrebbe derivare dal titolo nobiliare di marchese o da un soprannome legato al servizio di un marchese.
In Italia conta circa 3550 presenze.
La variante Marchesich è triestina; Marchese compare in tutta Italia ma con prevalenza in Liguria e Sicilia; Marcheselli è lombardo, toscano e bolognese; Marchesoni è trentino; Marchesotti è alessandrino; Marchesini compare in Emilia-Romagna, Marche e Lazio; Marchesin è veneto; Marchisio è piemontese e ligure; Marchesino e Marchesetti sono rarissimi.

## Persone
- Giuseppe Marchesi (1699-1771) – pittore
- Gualtiero Marchesi (1930-2017) – chef
- Luigi Marchesi (1825-1862) – pittore